# Esteban de Zamora
Esteban va ser un religiós lleonès, bisbe de Zamora entre el 1149 i el 1174/75. Prelat que va iniciar les obres de la catedral de Zamora, el 1151, i la va consagrar el 15 de setembre de 1174. Durant el seu mandat un pastor va anunciar que havia tingut una revelació d'on es trobaven els ossos de l'arquebisbe de Toledo, Ildefons, si bé en aquell moment les seves paraules no van ser ateses, hauria de passar almenys un segle fins que el bisbe Suero Pérez fes una prospecció en el lloc indicat. Va ser succeït per un estranger conegut amb el nom castellà de Guillermo.